# Ein Haus mit tausend Gesichtern
Ein Haus mit tausend Gesichtern (Originaltitel: My všichni školou povinní) ist eine tschechoslowakische Fernsehserie, die auch im  Fernsehen der DDR ausgestrahlt wurde. Das Drehbuch zur Serie stammte von Markéta Zinnerová, Regie führte Ludvík Ráža.

## Inhalt
Im Mittelpunkt der Handlung steht der junge Lehrer Michal Karfík (Miroslav Vladyka), der gerade sein Lehrerstudium abgeschlossen hat und nun in einer Schule in Liberec seine erste Stelle antritt. Dabei muss er mit allerlei Problemen und Herausforderungen zurechtkommen, erlebt aber auch die schönen Seiten seines Berufes.
So erzählt die Serie Episoden aus dem Alltag einer tschechoslowakischen Schule, ihrer Lehrer, Schüler und deren Familien, deren verbindendes und wiederkehrendes Element der Lehrer Michal Karfík ist. Generell sind aber die zwischenmenschlichen Beziehungen das zentrale Thema der Serie. Die einzelnen Episoden rücken dabei immer wieder andere Familien und ihre Geschichten um Liebe, Freundschaft und Kameradschaft aber auch um Neid und Intrigen und ganz „gewöhnliche“ Alltagsprobleme in den Mittelpunkt. So behandelt die Serie viele Probleme, die auch oder gerade in der heutigen Zeit noch hoch aktuell sind.
Die einzelnen Folgen sind dabei meist in sich abgeschlossen, bauen aber auch aufeinander auf. Mitunter werden aber auch bestimmte Handlungsstränge über mehrere Folgen weiterentwickelt oder wieder aufgegriffen.

## Besetzung
| Rolle                      | Darsteller       | Synchronsprecher     |
| Michal Karfík              | Miroslav Vladyka | Mario von Jascheroff |
| Jana Vychodilová           | Veronika Žilková | Margrit Straßburger  |
| Jiří Oliva                 | Jiří Bartoška    | Joachim Siebenschuh  |
| Helena Olivová             | Jana Šulcová     | Roswitha Hirsch      |
| Frau Povejšová             | Jana Preissová   | Friederike Aust      |
| Hausmeister Josef Anderlik | Vladimír Menšík  | Erhard Köster        |
| Iva Lamacová               | Blanka Bohdanová | Helga Göring         |
| Karel Hrdina               | Karel Augusta    | Wolfgang Ostberg     |
| Lehrer František Lamac     | Jirí Sovák       | Gerry Wolff          |

Anmerkung
1. ↑  in der Synchronfassung der DEFA für das DDR-Fernsehen

## Episoden
- 1. Das erste Klingeln
- 2. Mit beiden Beinen
- 3. Die Explosion
- 4. Untermiete
- 5. Der Streit
- 6. Die Trennung
- 7. Der Klassenleiter
- 8. Das Urteil
- 9. Das Weihnachtsgeschenk
- 10. Festtage
- 11. Der Ring
- 12. Die Rückkehr
- 13. Lebenswege